# Reach Out: Welsh Rock for Refugees
Reach Out: Welsh Rock for Refugees je kompilační album různých umělců vydané za účelem získat finanční prostředky pro uprchlíky hledající azyl v Evropě. Vydáno bylo dne 10. září 2015 a jsou na něm jak starší, dříve vydané nahrávky, tak i dříve nepublikované remixy různých písní, koncertní nahrávky, ale také nikdy nevydané písně. Deska obsahuje třicet písní. Přispěli na ní například skupiny Manic Street Preachers, Super Furry Animals (včetně sólových nahrávek jejích členů a nahrávek skupin, ve kterých členové působí) a Stereophonics. Projekt dal dohromady novinář David Owens. Ten prohlásil, že ho inspirovala fotografie utonulého dítěte. Později se v cardiffském klubu Clwb Ifor Bach konal také koncert, na němž vystoupili někteří z hudebníků, kteří na desku přispěli.

## Seznam skladeb
| Pořadí | Název                                       | Interpret                         | Délka |
| ------ | ------------------------------------------- | --------------------------------- | ----- |
| 1.     | Frisbee                                     | Super Furry Animals               | 2:21  |
| 2.     | New Loafers                                 | 60 Ft. Dolls                      | 2:04  |
| 3.     | Roll On Up                                  | Houdini Dax                       | 3:06  |
| 4.     | You Taught Me (nová nahrávka)               | The Joy Formidable                | 4:38  |
| 5.     | Thinking Out Loud                           | Amy Wadge                         | 4:13  |
| 6.     | 5c Cotton 40c Beef                          | Cian Ciarán                       | 2:59  |
| 7.     | Graves (nová nahrávka)                      | Climbing Trees                    | 3:53  |
| 8.     | Devastation                                 | The Pale Blue Dots                | 3:56  |
| 9.     | The Surgeon                                 | Euros Childs                      | 3:32  |
| 10.    | Sbia ar y Seren                             | Georgia Ruth                      | 3:40  |
| 11.    | Lines & Angles                              | Ellie Makes Music                 | 4:29  |
| 12.    | Vast                                        | Gulp                              | 3:17  |
| 13.    | Chwyldro (remix)                            | Gwenno Saunders                   | 4:39  |
| 14.    | You're My Star (koncertní nahrávka)         | Stereophonics                     | 6:08  |
| 15.    | Miller (koncertní nahrávka)                 | Zervas & Pepper                   | 3:43  |
| 16.    | Caer O Feddyliau                            | Kizzy Crawford                    | 4:11  |
| 17.    | Refugees in the West World                  | Mike Peters                       | 3:27  |
| 18.    | Box (koncertní nahrávka)                    | Charlotte Church                  | 3:36  |
| 19.    | Hippos                                      | Cerys Matthews                    | 1:32  |
| 20.    | Lost Tribes (remix)                         | Gruff Rhys                        | 4:32  |
| 21.    | Alcohol Kiss                                | Trampolene                        | 2:57  |
| 22.    | Goldrush (dříve nevydaná akustická verze)   | Paper Aeroplanes                  | 3:28  |
| 23.    | Guillotine                                  | Sion Russell Jones a Lillian Todd | 3:26  |
| 24.    | Rhodd                                       | Iwan Rheon a Aled Rheon           | 3:28  |
| 25.    | Safe in Place                               | Grant Nicholas                    | 3:15  |
| 26.    | Liberty Rd                                  | The Earth                         | 3:13  |
| 27.    | No Borders                                  | Zefur Wolves                      | 3:51  |
| 28.    | Redesign                                    | Jayce Lewis a Gary Numan          | 3:33  |
| 29.    | Molly (dříve nevydaná akustická verze)      | The People The Poet               | 4:08  |
| 30.    | William's Last Words (dříve nevydaný remix) | Manic Street Preachers            | 10:40 |